# Челядинский, Артём Викторович
Артём Ви́кторович Челяди́нский (бел. Арцём Віктаравіч Чалядзінскі; род. 29 декабря 1977[…], Минск) — белорусский футболист, защитник и тренер.

## Биография

### Клубная
Начал заниматься футболом в возрасте 6 лет. Воспитанник минской СДЮШОР «Динамо».
Выступал за минское «Динамо» и саратовский «Сокол». В 2003 году перешёл в «Металлург» (Запорожье), в команде несколько лет выступал как капитан. Зимой 2009 года перешёл в «Тобол» (Костанай), подписал контракт по схеме «1+1». Челядинский расстался с запорожским «Металлургом» из-за того, что не сошёлся с руководством клуба в финансовых условиях продления контракта. В марте 2010 года перешёл в новополоцкий «Нафтан».
Зимой 2011 года перешёл в солигорский «Шахтёр». Вместе с командой дошёл до финала Кубка чемпионов Содружества 2011, тогда «Шахтёр» проиграл азербайджанскому «Интеру» (0:0 основное время, 5:6 по пенальти).
В январе 2012 года подписал контракт с жодинским «Торпедо-БелАЗ», где стал основным центральным защитником и одним из лидеров автозаводцев. В сезоне 2012 был капитаном команды, однако в следующем сезоне уступил капитанство Дмитрию Щегриковичу. В июне 2014 года получил травму, из-за которой выбыл до конца сезона 2014. В январе 2015 года продлил контракт с жодинцами. Сезон 2015 начал на скамейке запасных, с августа вернул место в основе. В феврале 2016 года продлил соглашение с автозаводцами.
В августе 2016 расторг контракт с «Торпедо» и в качестве свободного агента заключил контракт с минским «Динамо». В составе «Динамо» стал основным центральным защитником, в ряде матчей был капитаном команды. В декабре по окончании контракта покинул столичный клуб.
31 января 2017 года стал игроком «Крумкачей». Был капитаном команды. Пропустив начало сезона, позднее закрепился в стартовом составе. По окончании сезона в ноябре 2017 года объявил о завершении карьеры.
В мае 2021 года в качестве любителя сыграл в одном матче Кубка Беларуси за «Узду» из Второй лиги.

### В сборной
Провёл несколько матчей за национальную сборную Беларуси.

## Тренерская карьера
В январе 2018 года вошёл в тренерский штаб дубля минского «Динамо», в июле того же года возглавил дубль. Привёл динамовцев к победе в чемпионате дублёров 2018 года с рекордным количеством набранных очков, в 2020 году вновь одержал победу в чемпионате дублёров.
В июне 2021 года, после отставки Леонида Кучука, был назначен исполняющим обязанности главного тренера основного состава «Динамо». В декабре был утверждён должности главного тренера динамовцев. В ноябре 2022 года покинул пост главного тренера минского «Динамо», однако остался в структуре клуба.
В августе 2023 года специалист получил тренерскую лицензию категории PRO. Весь сезон 2023 года провёл в академии минского «Динамо» в роли тренера. В январе 2024 года стал главным тренером столичного «Минска».

## Достижения
- Обладатель Кубка Беларуси: 2015/16
- Финалист Кубка Украины: 2005/06